# Kitchen Aid

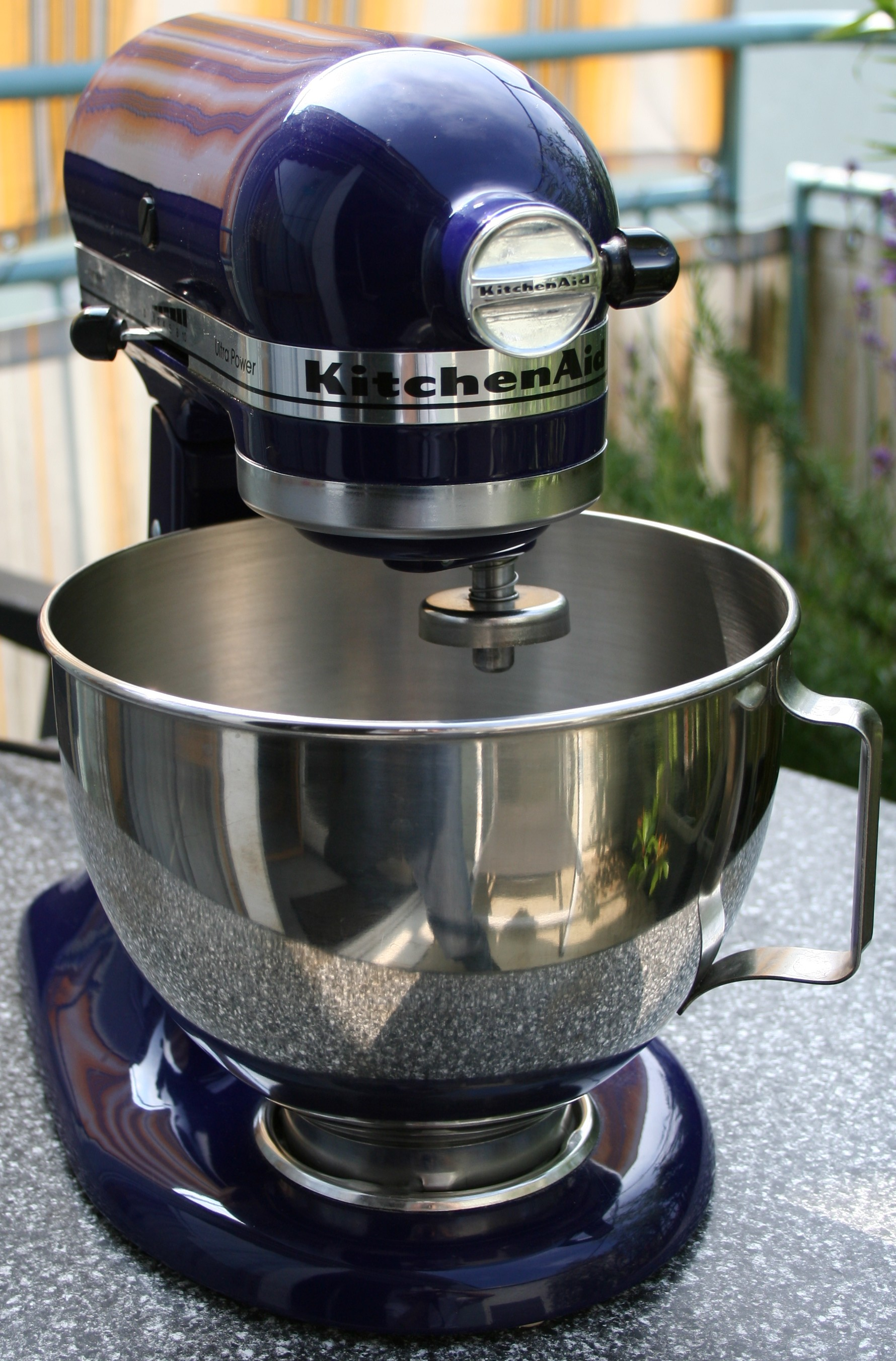
KitchenAid 'Ultra Power'

KitchenAid är ett amerikanskt varumärke för köksmaskiner tillverkade av Whirlpool, kända bland annat för sina hushållsassistenter med retrodesign. I Sverige säljs KitchenAid av ett flertal vitvaruhandlare och köksrelaterade butikskedjor.